# Hollókő
Hollókő és un poble situat a la província de Nógrád, a un centenar de quilòmetres al nord-oest de Budapest, està inscrit a la llista del Patrimoni de la Humanitat de la UNESCO des del 1987.
La història d'aquest poble es remunta al segle xiii amb la construcció del castell sobre el mont Szara a 365 m d'altitud.
Parcialment destruït al principi del segle xviii, segueix sent un dels castells més ben conservats del nord d'Hongria. El poble va ser destruït en nombroses ocasions fins a l'últim incendi de 1909 després del qual es van abandonar les teulades de canya i es van substituir per teules.
El nucli antic, veritable museu a l'aire lliure, inclou una cinquantena de cases i edificis classificades, inclosa l'església de fusta construïda al segle xvi i que va ser usat com a graner fins a 1889. Les cases rústiques il·lustren l'estructura de construcciópaloczedel segle xvii (els "Palóc" constitueixen un grup ètnic a cultural tradicional específic de la regió els orígens segueixen sent un misteri). El museu del poble representa exactament una disposició interior palocze i reuneix objectes usuals i decoratius tradicionals. La casa del teixit presenta la fabricació del teixit amb tècniques antigues.
Amb ocasió de les festes, les més espectaculars són les de Pasqua, els habitants vesteixen els vestits regionals acolorits i ricament adornats.